# System podtrzymywania ciśnienia doładowania
System podtrzymywania ciśnienia doładowania (lub Anti-Lag system, ALS, Misfiring system) – jest to system używany w turbodoładowanych tłokowych silnikach spalinowych w celu zminimalizowania efektu turbodziury. Jego zasada działania opiera się na przepuszczeniu mieszanki powietrza i benzyny do przewodu wydechowego znajdującego się za silnikiem, ale przed turbosprężarką. Mieszanka ta zapala się pod wpływem ciepła w kanale, co powoduje podtrzymanie obrotów turbosprężarki w chwili, gdy silnik nie dostarcza wystarczającej ilości spalin.

## Historia
System ALS został po raz pierwszy użyty w doładowanych samochodach startujących w serii Formuła 1, w połowie lat 80 XX wieku. Z biegiem czasu, przepisy dotyczące paliwa uniemożliwiły dalsze z niego korzystanie, jednak szybko znaleziono dla niego zastosowanie w rajdach. Zapotrzebowanie na ten system pojawiło się w samochodach WRC w związku z nowymi przepisami dotyczącymi ogranicznika kolektora dolotowego. Silniki po zamontowaniu ogranicznika kolektora miały ogromne problemy z efektem turbodziury, nawet w porównaniu do silników z nieograniczonymi turbosprężarkami.
System ten można zastosować na 2 sposoby. Pierwszy z nich polega na użyciu przepustnicy z obejściem powietrza, może to być zewnętrzny zawór obejściowy lub elektromagnetyczny, który otwiera przepustnice o 12-20°. Drugim sposobem jest użycie zaworu obejściowego, który podaje doładowane powietrze bezpośrednio do kolektora wylotowego.

## Warianty

### Opóźnienie zapłonu
Metoda polegająca na zamontowaniu przepustnicy z obejściem powietrza wiąże się z opóźnieniem zapłonu oraz lekkim wzbogaceniem paliwa (w celu zapewnienia chłodzenia). Opóźnienie zapłonu powoduje bardzo małe rozszerzenie się gazu w cylindrze, więc ciśnienie i temperatura mieszanki będą bardzo wysokie w chwili otwarcia zaworu wylotowego. Jednocześnie wartość momentu obrotowego dostarczanego do wału korbowego będzie bardzo mała, pozwalająca jedynie na podtrzymanie pracy silnika. Wyższe ciśnienie i temperatura spalin w połączeniu ze zwiększonym przepływem masy pozwalają na utrzymanie wysokich obrotów turbosprężarki, co redukuje efekt turbodziury. Gdy przepustnica zostanie ponownie otwarta, wtrysk paliwa wraca do normalnego trybu pracy. Ponieważ w czasie pracy systemu ALS wiele części silnika wystawiona jest na działanie bardzo wysokich temperatur i wysokiego ciśnienia, silnik i turbosprężarka szybko się eksploatują. Kolejnym problemem staje się brak kontroli szybkości obrotów turbosprężarki, co może prowadzić do jej zniszczenia. W większości przypadków ALS, aby zapobiec przegrzaniu, automatycznie się wyłącza, gdy płyn chłodzący osiąga temperaturę 110-115° C.

### Zawór obejściowy
ALS oparty na zaworze obejściowym, który kieruje powietrze bezpośrednio do układu wydechowego, jest bardziej dopracowany w porównaniu do tego opisanego wyżej. Wczesne wersje tego wariantu ALS stosowało Ferrari w swoich pojazdach F1. Innym znanym zastosowaniem tego wariantu były odmiany WRC takich samochodów jak Mitsubishi Lancer Evolution III oraz Toyota Celica GT-Four (ST205) z 1995 roku. Tutaj mosiężne rury doprowadzały powietrze z zaworu obejściowego turbosprężarki do każdego przewodu kolektora wydechowego, w celu zapewnienia powietrza, niezbędnego do spalania paliwa. System ten kontrolowany jest przez elektroniczny sterownik wtrysku. Oprócz rajdowych samochodów, system ten był fabrycznie montowany w bazujących na wozach WRC, lecz posiadających homologację Toyotach Celicach GT-Four oraz w Mitsubishi Lancer Evolution. Jednak w tych Toyotach system ten był wyłączony i nieaktywny, montowano go tylko na potrzeby otrzymania homologacji.

### Obejście turbosprężarki i chłodnicy (D-valve)
Metoda w której jednokierunkowy zawór zwrotny o wysokim minimalnym ciśnieniu działania umieszczony jest tuż przed przepustnicą, pozwala powietrzu na ominięcie turbosprężarki oraz chłodnicy w czasie, gdy w przy wlocie przepustnicy wytwarza się podciśnienie. W rezultacie więcej powietrza jest używane do spalania paliwa co oznacza większą ilość spalin napędzających turbinę. Gdy w kanale chłodnicy powietrza doładowującego ciśnienie przyjmuje dodatnią wartość, zawór się zamyka.

### Dwustopniowy ALS/kontrola startu
Metoda zapobiegania spadkom obrotów silnika kształtowała się w ten sam sposób co wyżej wymienione techniki ALS, lecz jej głównym celem stało się zmniejszenie turbodziury w przypadku rozpędzania samochodu po starcie z miejsca. System ten może być połączony z komputerem sterującym silnikiem, z istniejącym systemem ALS, lub może być montowany jako samodzielna jednostka. Jego podstawowym zadaniem jest utrzymywanie obrotów silnika przy których wytwarza on dosyć spalin, by podtrzymać odpowiednie ciśnienie doładowania, poprzez zmianę momentu zapłonu. Ponieważ zapłon jest na przemian opóźniany i przyspieszany, dźwięk i wydobywające się z wydechu "niedopały" przypominają efekty stosowania innych wariantów ALS. W przypadku gdy stosuje się dwustopniowy ALS, aby oba systemy się uzupełniały, a nie sobie przeszkadzały, ich działanie monitoruje i koordynuje komputer sterujący silnikiem. Dane umożliwiające mu podejmowanie decyzji czerpie on z czujnika położenia wału korbowego, i na ich podstawie tworzy kontrolowane przerwy zapłonu we wstępnie określonej prędkości obrotowej. Podstawowym założeniem systemu kontroli startu jest wytwarzanie odpowiedniego ciśnienia doładowania w "stojącym" silniku, oraz uwalnianie właściwie dobranej mocy na koła, w czasie startu samochodu. Podwójny ALS jest szeroko wykorzystywany w wyścigach zarówno w wyścigach równoległych (głównie USA i Japonia), jak i w rajdach. W obu ma na celu zapewnić jak najszybsze rozpędzanie w linii prostej.

## Użycie
Obecnie samochody WRC korzystają z ALS który doprowadza powietrze bezpośrednio do układu wydechowego, głównie dlatego, że jest bardziej wydajny, cichszy oraz łatwiejszy do kontrolowania od pozostałych wariantów. Dziś, system ten jest tak dopracowany, że może być wykorzystywany w samochodach drogowych, przykładem jest prototyp Prodrive P2. Przewagę nad innymi wariantami ALS daje mu to, że
dzięki przepuszczeniu powietrza bezpośrednio do kolektora wylotowego, zaczyna on pełnić rolę komory spalania. Dzięki temu, że wzbogacone o produkty spalania, powietrze z silnika, spotyka się i spala, ze "świeżym" w kolektorze wylotowym, zapewniona jest ciągłość spalania, która znacząco odciąża silnik oraz turbosprężarkę, obniżając ich temperaturę. W dodatku, w najnowszych systemach ALS zawory obejściowe mogą nie tylko być zamknięte lub otwarte, ale mogą dokładnie regulować ilość powietrza przepuszczanego do kolektora dolotowego. Dziś, turbosprężarki wyposażone są w czujnik prędkości turbiny, a silnik ma system zarządzania oparty na mapie położenia przepustnicy i prędkości samochodu. Komputer pokładowy może wykorzystywać te informacje, aby znaleźć odpowiednią prędkość turbosprężarki i ciśnienie doładowania dla każdych warunków. Gdy silnik nie jest w stanie zapewnić wystarczająco dużej ilości spalin do osiągnięcia odpowiedniej prędkości turbiny/stopnia doładowania, komputer pokładowy wysyła impuls do zaworu obejściowego, i zaczyna spalanie w kolektorze wydechowym. To pozwala nie tylko na zmniejszenie turbodziury, ale również na wytwarzanie doładowania na niskich obrotach, co wcześniej było nieosiągalne.